# Ulrich Müller-Braun

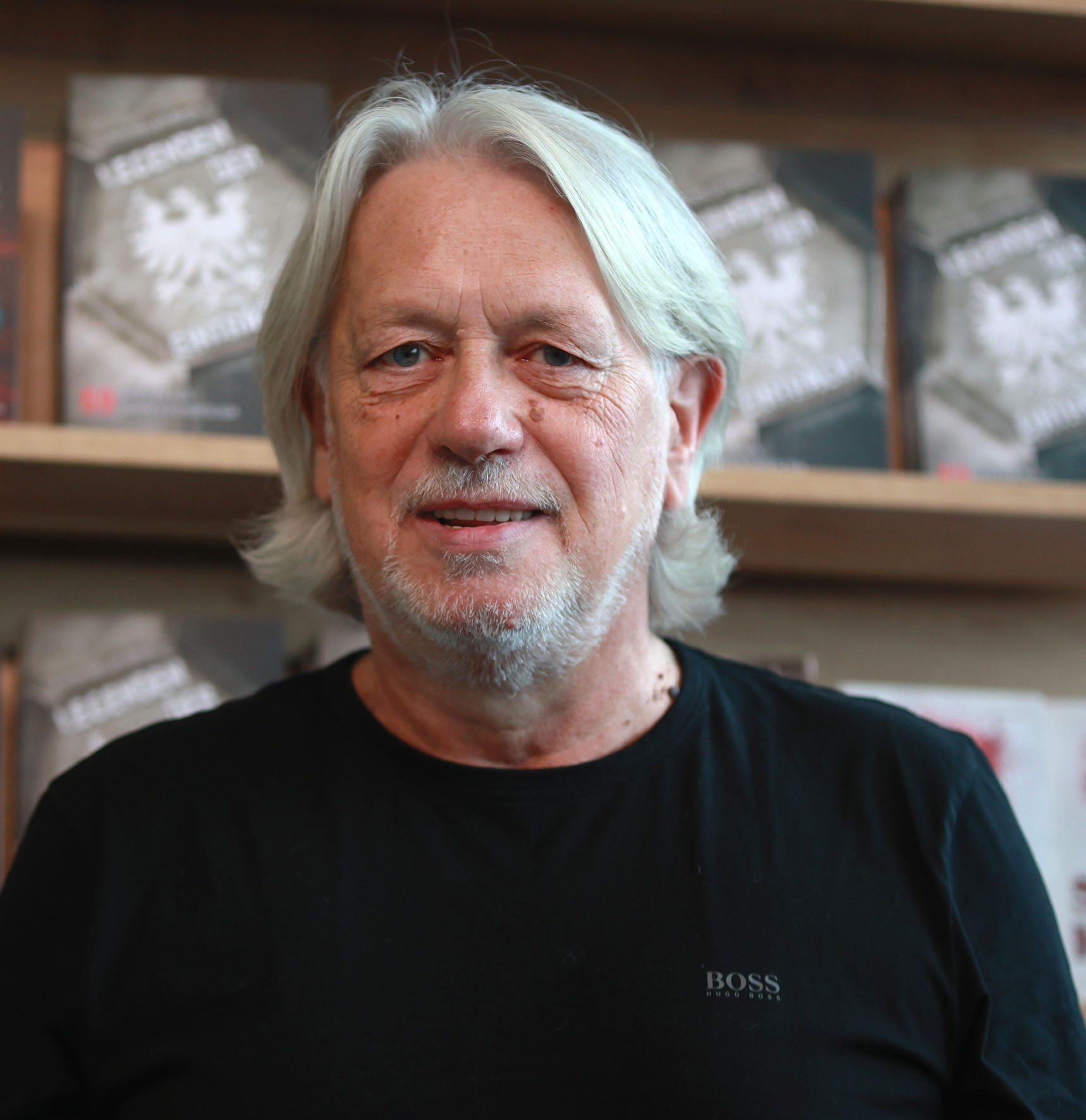
Ulrich Müller-Braun, Frankfurter Buchmesse 2022

Ulrich Müller-Braun (* 17. Oktober 1956 in Frankfurt am Main) ist ein deutscher Autor.

## Leben und Wirken
Müller-Braun studierte Germanistik, Geschichte sowie Film-, Fernseh- und Theaterwissenschaften an der Goethe-Universität in Frankfurt am Main.
Er volontierte von 1987 bis 1988 bei der Frankfurter Neuen Presse und wurde danach Redakteur beim Höchster Kreisblatt und der Taunus-Zeitung. 1989 übernahm er die Leitung der Presse- und Öffentlichkeitsarbeit der Kreisstadt Hofheim am Taunus. 1994 wechselte er zur Taunus Sparkasse als Abteilungsdirektor Unternehmenskommunikation. Der Frankfurter machte sich 1999 selbstständig und verantwortet seither unterschiedliche Projekte im Verlagswesen und im Bereich der Öffentlichkeitsarbeit. So war er von 2005 bis 2010 Leiter Presse/Öffentlichkeitsarbeit/Marketing des Sommer-Theaterfestivals „Barock am Main“ und von 2006 bis 2012 Leiter der Presse- und Öffentlichkeitsarbeit des Neuen Theater Höchst.
Nachdem er sich im Bereich Sport bereits ehrenamtlich engagiert hatte, war er von 1993 bis 2004 hauptamtlich als Presse- und Marketingleiter sowie Hallensprecher des Handball-Bundesligisten SG Wallau/Massenheim tätig und war von 2001 bis 2006 Pressesprecher bei Eintracht Frankfurt.
2006 übernahm er bis 2016 die Redaktionsleitung des Anzeigenblattes Usinger Land Extra und war seit 2013 Redaktionsleiter der Frankfurter Wochenzeitung Mix am Mittwoch bis zur Einstellung der Zeitung.
Gemeinsam mit seiner Tochter, der Autorin Dana Müller-Braun, schrieb er die drei Eintracht-Frankfurt-Krimis Das Auge des Adlers, Nachspielzeit und Stille Nacht. Seit 1996 lebt Müller-Braun mit seiner Familie in Schmitten im Taunus.

## Buch-Veröffentlichungen
- mit Christoph Labude: Customer Relationship Management. Konzepte – Erfolgsfaktoren – Umsetzung. Hrsg.: Deutscher Sparkassen Verlag 2003, ISBN 3093069505.
- mit Dana Müller-Braun: Das Auge des Adlers. Ein Eintracht-Frankfurt-Krimi I. Societäts-Verlag, Frankfurt am Main 2019, ISBN 978-3-95542-348-3.
- mit Dana Müller-Braun: Nachspielzeit. Ein Eintracht-Frankfurt-Krimi II. Societäts-Verlag, Frankfurt am Main 2020, ISBN 978-3-95542-382-7.
- mit Dana Müller-Braun: Stille Nacht. Ein Eintracht-Frankfurt-Krimi III. Societäts-Verlag, Frankfurt am Main 2021, ISBN 978-3-95542-407-7.

- Legenden der Eintracht. 60 Spieler aus 60 Jahren Bundesliga. Societäts-Verlag, Frankfurt am Main 2022, ISBN 978-3-95542-442-8.